# Comté de Martin (Texas)
Pour les articles homonymes, voir Comté de Martin.
Le comté de Martin, en anglais : Martin County, est un comté situé au centre-ouest de l'État du Texas aux États-Unis. Fondé le 19 novembre 1876, son siège de comté est la ville de Stanton. Selon le recensement des États-Unis de 2020, sa population est de 5 237 habitants. Le comté a une superficie de 2 371,5 km2, dont 2 369,6 km2 en surfaces terrestres. Il est nommé en référence à Wylie Martin, un pionnier.

## Organisation du comté
Le comté de Martin est créé le 19 novembre 1876, à partir des terres des comtés Young et Tom Green. Il est définitivement organisé et autonome en novembre 1884.
Le comté est baptisé à la mémoire de Wylie Martin, un des premiers colons,.

## Géographie
Le comté de Martin est situé au sud des Grandes Plaines au centre-ouest de l'État du Texas, aux États-Unis,.
Il a une superficie totale de 2 371,5 km2, composée de 2 369,6 km2 de terres et de 1,9 km2 de zones aquatiques.

## Comtés adjacents
| Comté de Gaines | Comté de Dawson  |                    |
| Comté d'Andrews | comté de Martin  | Comté de Howard    |
|                 | Comté de Midland | Comté de Glasscock |

## Démographie
Lors du recensement de 2010, le comté comptait une population de 4 799 habitants. En 2017, la population est estimée à 5 626 habitants,.

Pyramide des âges du comté de Martin (2000).